# Wilhelm Fladt
Wilhelm Jakob Fladt (* 26. Juli 1876 in Ettlingen; † 25. Januar 1941 in Freiburg im Breisgau) war ein deutscher Autor und Heimatforscher. Er schrieb sowohl volkstümliche Bühnenwerke und Gedichte als auch historische und volkskundliche Publikationen.

## Leben
Seine Eltern waren Wilhelm Jakob Fladt (Schneidermeister, Kommissionär, *1847 †1915) und Stephanie, geb. Eisenkolb. Er hatte zwei Brüder und zwei Schwestern. Verheiratet war er seit 1903 mit Karolina Franziska Friedmann, das Paar hatte eine 1904 geborene Tochter Hanna, die Pianistin wurde.
Von 1894 bis 1897 war er Inspizient beim Amtsgericht Überlingen, danach bis 1902 Justizaktuar in den Orten Donaueschingen, Ettlingen, Karlsruhe und Stockach.
Im Jahre 1902 wurde er Assistent im Grundbuchamt Freiburgs. Während des Ersten Weltkriegs war er der Leiter des Nachrichtenamts der Stadt. Danach folgten 1923 die Stadtrats-Expeditur und von 1932 bis zu seiner Pensionierung 1937 der Posten des Stadtchronisten im Stadtarchiv.
Nach seiner Pensionierung war er ehrenamtlich im Stadtarchiv von Überlingen tätig.

## Werke
Der Nachlass von Wilhelm Fladt befindet sich im Landesarchiv Baden-Württemberg Abt. Staatsarchiv Freiburg und im Stadtarchiv Freiburg.
- Sachbücher
  - Geschichte der Freiwilligen Feuerwehr Freiburg (1926)
  - Geschichte der Sanitätskolonne Freiburg (1927)
  - 100 Jahre Musikhaus Ruckmich Freiburg i. B.: Skizze zur Gedenkfeier am 9. Okt. 1927
  - Freiburger Ehrenbuch des Weltkrieges (1930)
  - Die Badischen Bürgerwehren (1935)
  - Schwarzwaldtrachten mit H. E. Busse (1934)
  - Volksleben im Schwarzwald (1935)
  - Volkstum im Schwarzwald (1936)
- Bühnenwerke:
  - Freiheit (1913)
  - Peter von Hagenbach (1924)
  - Bauernkrieg (1925)
  - Der Schultheiß von Ettlingen (1927)
  - Der Bruder (1927)
  - Alte Weihnachtsspiele, I. Folge (1927)
  - Das Glockenspiel (1928)
  - Das Zehn-Gebote-Spiel (1928)
  - Bernhard von Baden (1928)
  - Schwarzwälder Hochzeit (1929)
  - Alte Weihnachtsspiele, II. Folge (1931)
  - Das Zunftspiel (1933)
- Gedichte:
  - Talwart (1900)
  - Anno 14 (1914)
  - Auf Deutschland, auf (1915)
- In der Zeitschrift Badische Heimat[4]
  - Die badischen Bürgerwehren. MH 22 (1935) S. 301–356
  - Die Trachten des Breisgaus und seiner Grenzgebiete. Badische Heimat 16 (1929) S. 147–162
  - Die Hanauer Volkstracht. Badische Heimat 18 (1931, Jahresband Kehl und das Hanauer Land) S. 70–79
  - Die Volkstracht des Hotzenwaldes. Badische Heimat 19 (1932) S. 205–213
  - Schwarzwaldtrachten. Mein Heimatland 21 (1934) S. 293–300
  - Die Bauerntracht am Bodensee, im Hegau und auf dem Randen. MH 22 (1935) S. 288–289
  - Die Bauerntracht des Renchtals. Badische Heimat 1935 (Jahresband Offenburg und die Ortenau), S. 522–526
  - Kalender der badischen Volksbräuche. MH 20 (1933) S. 4–9 (OCR-Version)